# ニュージーランド・ヘラルド
ニュージーランド・ヘラルド（英: The New Zealand Herald、毛: Te Hērara o Aotearoa）は、ニュージーランドのオークランドで発行されている日刊新聞である。表題に「ニュージーランド」とあるものの全国紙ではなく、オークランド地方が主な購読エリアで、その他には隣接するワイカト地方やノースランド地方などでも販売されている。また日刊紙であるが、この名称で発刊されるのは祝日を含む平日のみで、土曜日は「ウィークエンド・ヘラルド」、日曜日は「ヘラルド・オン・サンデー」（後述）という表題で発行されている。

## 歴史
ヘラルド社はウィリアム・C・ウィルソンによって創設され、1863年11月13日に創刊号が発行された。ウィリアム・ブラウンによって1843年創刊の「ザ・デイリー・サザン・クロス」（1862年以降は日刊の状態は維持しつつ「ザ・サザン・クロス」と改称）と1876年を以て合併。
ウィルソン及びホートン両一族は1996年にアイルランドダブリンのトニー・オレイリー経営の「インデペンデント・ニュース&メディアグループ」がホートン一族の利権を買収するまでは共にニュージーランド・ヘラルド社の代表者だった。現在はオーストラリア基盤のAPN社が経営している。
2012年9月10日付紙面より平日版に限り、それまで創刊以来149年間続いてきたブランケット判での発行からタブロイドに切り替えられた。

## 日曜版
2004年10月3日より日曜版として「ヘラルド・オン・サンデー」（英: Herald on Sunday）が発行されている。これは創刊以来タブロイドサイズで発行されており、古参の「ザ・サンデー・スター・タイムズ」に次ぐ2番目に多く読まれている週刊紙である。

## 休刊日
休刊日は原則年2回、3月または4月の聖金曜日と12月25日（クリスマス）である。